# Mercedes-Benz W 37
Der Mercedes-Benz W 37, bekannt als L 1000 Express, erschien 1929 als Variante des Modell Stuttgart 260 mit dessen Fahrwerk und Technik.
Er hatte einen Sechszylinder-Reihenmotor mit 2581 cm³ Hubraum, der 50 PS (37 kW) bei 3400/min leistete. Das Dreiganggetriebe wurde ab 1930 um einen Schnellgang erweitert. Der Antrieb erfolgte auf die Hinterräder. Die Starrachsen vorn und hinten waren mit Halbelliptik-Blattfedern geführt. Der Wagen hatte eine Gestängebremse für alle vier Räder.
Der L 1000 Express wurde als Pritsche, Kastenwagen, Krankenwagen, Kleinbus mit zehn Sitzen oder Kübelwagen gebaut und erreichte maximal 60 km/h.
Der Kübelwagen für die Wehrmacht wurde bis 1935 gebaut, die anderen Karosserieformen bis 1936.

## Technische Daten
| L 1000 Express                               | L 1000 Express |
| -------------------------------------------- | --- |
| Konstruktionsbezeichnung                     | W 37 |
| Bauzeit                                      | 1929–1936 |
| Motor                                        | |
| Arbeitsverfahren                             | Viertakt-Otto |
| Anordnung im Fahrzeug                        | vorn, längs; stehend |
| Motor-Typ / -Baumuster                       | M 11 |
| Zylinderzahl / -anordnung                    | 6 / Reihe |
| Bohrung × Hub                                | 74 × 100 mm |
| Hubraum                                      | 2581 cm³ (nach Steuerformel 2562 cm³) |
| Verdichtungsverhältnis                       | 5,0 : 1; ab 1930: 5,65 : 1 |
| Leistung / bei                               | 37 kW (50 PS) bei 3400/min |
| Drehmoment / bei                             | 13,8 mkp (135 Nm) bei 1200/min |
| Ventilanordnung / -anzahl                    | 1 Einlass, 1 Auslass / seitlich stehend |
| Ventilsteuerung                              | 1 seitliche Nockenwelle |
| Nockenwellenantrieb                          | über Stirnräder |
| Gemischbildung                               | 1 Flachstromvergaser Solex 35 MOHLT, ab 1931 Solex 35 FHLS |
| Kraftstofftank: Anordnung / Fassungsvermögen | im Motorraum / 45 l |
| Fahrwerk und Kraftübertragung                | |
| Rahmenausführung                             | U-Profil-Pressstahl-Rahmen |
| Radaufhängung; vorne                         | Starrachse |
| Radaufhängung; hinten                        | Starrachse |
| Federung; vorne                              | Halbfedern |
| Federung; hinten                             | Halbfedern |
| Lenkung                                      | Schraubenspindel/Mutter, links |
| Bremsanlage (Fußbremse)                      | mechanisch, auf Vorder- und Hinterräder wirkend |
| Feststellbremse (Handbremse)                 | mechanisch, auf Hinterräder wirkend |
| Räder                                        | Stahlblechspeichenräder |
| Reifen                                       | 6,50-20 extra |
| Angetriebene Räder                           | Hinterräder |
| Kraftübertragung                             | Kardanwelle |
| Getriebe und Fahrleistungen                  | |
| Getriebe (serienmäßig)                       | 3-Gang-Schaltgetriebe, ab 1930 auch mit zusätzlichem Schnellgang |
| Schaltung                                    | Schalthebel Wagenmitte |
| Kupplung                                     | Einscheiben-Trockenkupplung |
| Getriebeart                                  | Zahnrad-Wechselgetriebe |
| Getriebe-Übersetzung                         | I. 3,40; II. 1,78; III. 1,0; S. 0,76 |
| Achsantriebsübersetzung                      | 7,25 |
| Höchstgeschwindigkeit                        | 60 km/h |
| Kraftstoffverbrauch                          | 18 l |
| Abmessungen und Gewichte                     | |
| Radstand                                     | 3250 mm |
| Spur vorne / hinten                          | 1425 / 1425 mm |
| Länge                                        | 4750 mm |
| Breite                                       | 1730 mm |
| Höhe                                         | 1970 mm |
| Gewicht des Fahrgestells                     | 1100 kg |
| Leergewicht (Wagengewicht)                   | Pritschenwagen: 1450 kg; Kastenwagen: 1600 kg |
| Zul. Gesamtgewicht                           | 2600 kg |
| Allgemeine Daten                             | |
| Stückzahl                                    | 2.376 |
| Preise                                       | bis 1930: Fahrgestell: 5.900 RM Pritschenwagen: 7.000 RM Kastenwagen: 8.100 RM Omnibus (10 Sitze): 11.000 RM ab 1931: Fahrgestell: RM 5.500 RM Pritschenwagen: 6.430 RM Kastenwagen: 7.250 RM Krankenwagen: 9.450 RM |
| Belege                                       | |